# Wheere
 (février 2025).
Wheere est une entreprise française basée à Castelnau-le-Lez, qui édite un système de positionnement en intérieur. Elle a été fondée en 2021 par Antoine Carrabin et Pierre-Arnaud Coquelin,.

## Activité
Wheere édite un système de géolocalisation indoor, intégrant une technologie qui localise avec une précision inférieure à 1 mètre en intérieur. Il repose sur l'émission d'ondes basse fréquence et un algorithme breveté, permettant une couverture dans des environnements complexes comme les sites industriels, hôpitaux ou tunnels. Le système, qui est indépendant des systèmes GNSS, exige quatre antennes pour couvrir un kilomètre carré.

## Histoire
Wheere a été fondée en 2021 par Pierre-Arnaud Coquelin et Antoine Carrabin, après avoir identifié une lacune sur le marché de la géolocalisation indoor. Cette entreprise a émergé d'une expérience antérieure avec McLloyd, fondée par Coquelin en 2013, qui se concentrait sur le tracking GPS dans le sport. Après plusieurs années de recherche et de tests, la société a lancé la première version de son système à Montpellier.
En juillet 2023, Wheere réalise une levée de fonds de 11 millions d’euros auprès de Blast.Club, Sofilaro, Bpifrance ainsi que des business angels tels qu’Arnaud Frey (fondateur et CEO d’Extia), Adrien Montfort (cofondateur et CTO de Sorare) et Arthur (producteur et animateur de télévision),.
En novembre 2023, Wheere annonce le déploiement de sa technologie de géolocalisation indoor lors des Jeux Olympiques de Paris 2024, dans le cadre d'un partenariat avec la Brigade des Sapeurs-Pompiers de Paris.